# Terry Schroeder

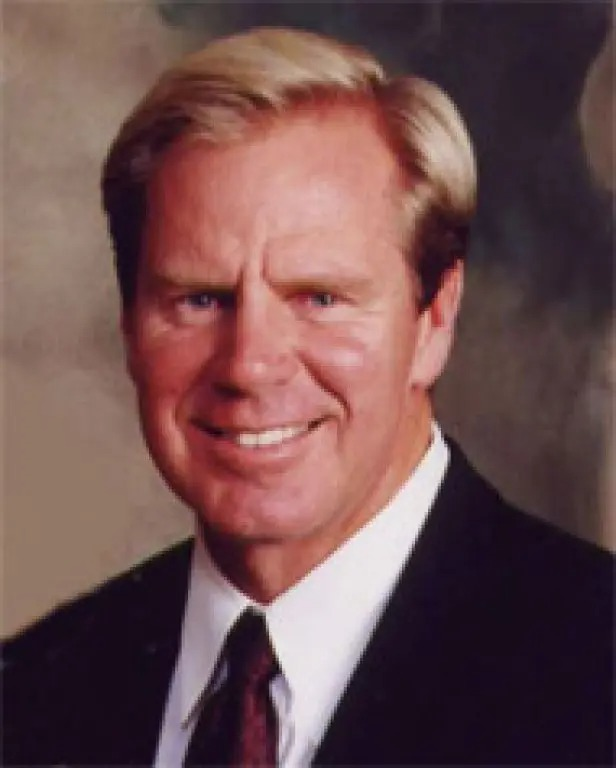
Terry Schroeder

Terence Alan „Terry“ Schroeder (* 9. Oktober 1958 in Santa Barbara, Kalifornien) ist ein ehemaliger US-amerikanischer Wasserballspieler. Er gewann als Spieler 1984 und 1988 die olympische Silbermedaille, 2008 führte er die US-Mannschaft als Trainer zur Silbermedaille.
Der 1,90 Meter große Terry Schroeder gehörte von 1979 bis 1992 zur US-Nationalmannschaft im Wasserball, wobei er nach den Olympischen Spielen 1988 bis 1990 pausierte. Er nahm an drei Olympischen Spielen teil, die Olympischen Spiele 1980 verpasste er, da die USA die Spiele in Moskau boykottierten. 1984 und 1988 gewann er mit dem US-Team jeweils Silber hinter der jugoslawischen Mannschaft, wobei er in beiden Turnieren mehr als zehn Tore warf. 1992 belegte er bei den Olympischen Spielen noch einmal den vierten Platz. Bei den Panamerikanischen Spielen gewann er 1979, 1983 und 1987 jeweils die Goldmedaille, 1991 belegte er mit der US-Mannschaft den zweiten Platz. 1979 gewann er bei der Universiade, 1991 beim Weltcup.
1981 und 1985 wurde Terry Schroeder zum Welt-Wasserballer des Jahres gewählt, 2002 nahm in die Hall of Fame des Schwimmsports auf. Vor den Olympischen Spielen 1984 in Los Angeles war vor dem Los Angeles Coliseum eine Skulptur von Robert Graham errichtet worden, für die Schroeder Modell gesessen hatte.
Neben seiner sportlichen Karriere absolvierte Schroeder sein Studium. 1981 schloss er sein Studium der Sportmedizin an der Pepperdine University erfolgreich ab, 1986 promovierte er an der Palmer University als Chiropraktiker.
Seit 1986 war Schroeder als Trainer an der Pepperdine University tätig, 1997 gewann sein Team erstmals die US-Hochschulmeisterschaft. Schroeder war bei den Olympischen Spielen 2008 Cheftrainer des US-Wasserballteams, das den zweiten Platz hinter den Ungarn belegte und damit die erste Medaille für das US-Team seit zwanzig Jahren gewann. Bei der Weltmeisterschaft 2009 belegte die US-Mannschaft den vierten Platz.